# Cyrian Ravet
Cyrian Ravet (5 settembre 2002) è un taekwondoka francese.

## Biografia
Ha studiato presso l'Institut national du sport, de l'expertise et de la performance (INSEP).
Si è messo in mostra a livello internazionale agli europei per categorie olimpiche di Sarajevo 2020, dove ha vinto il torneo dei 58 chilogrammi, superando in finale il serbo Novak Stanic.
Agli europei di Sofia 2021 ha ottenuto l'oro nella categoria 58 chilogrammi, battendo in finale lo spagnolo Adrián Vicente Yunta.

## Palmarès
- Giochi olimpici

Parigi 2024: bronzo nei 58 kg.
- Europei per categorie olimpiche

Sarajevo 2020: oro nei 58 kg;
- Europei

Sofia 2021: oro nei 58 kg;
Manchester 2022: oro nei 58 kg.